# Tango, canción de Buenos Aires
 Tango, canción de Buenos Aires  es una película filmada en colores de Argentina dirigida por Abel Beltrami según su propio guion escrito en colaboración con el guion de Abel Aznar que se empezó a rodar en 1978 pero quedó inconclusa al finalizar la filmación del primer episodio pues su director decidió no continuar. 
Iba a constar de tres partes y sólo se exhibió el primero en el exterior. Sus principales intérpretes iban a ser Eduardo Ayala, Coco Fosatti, Juan Valente y Orit Ungrevitch.

## Reparto
- Eduardo Ayala
- Coco Fosatti
- Juan Valente
- Orit Ungrevitch